# Колінний рефлекс

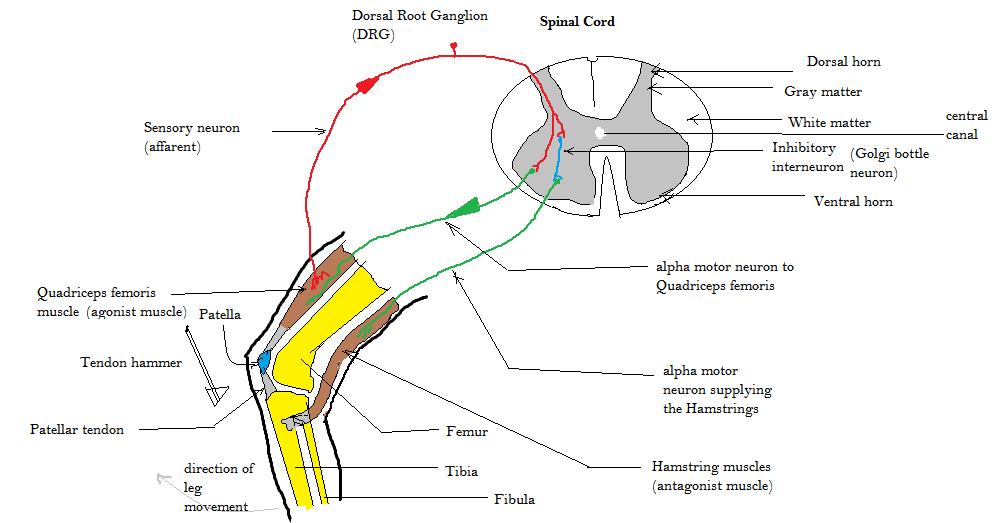
Схема колінного рефлексу

Колі́нний рефле́кс — безумовний сухожилковий міотатичний рефлекс, рефлекторну дугу якого утворює стегновий нерв. Рефлекс виникає при розтягненні чотириголового м'язу стегна і виявляється у його різкому скороченні. Колінний рефлекс викликають для медичної діагностики стану нервової системи.

## Рефлекторна дуга
Дуга замикається у поперекових сегментах спинного мозку (L2-L4).

## Механізм рефлексу
Постукування по зв'язці наколінка викликає розтягнення чотириголового м'язу стегна. Численні м'язові веретена активуються та посилають сигнали до α-мотонейронів спинного мозку по первинних чутливих нервових волокнах. α-мотонейрони в свою чергу активують скорочення чотириголового м'язу, виділяючи в синапсах нейромедіатор ацетилхолін.

## Медичне використання
У медичних цілях здійснюють перевірку колінного рефлексу для діагностики стану спинного мозку та нервової системи. 
Викликається рефлекс ударом неврологічного молоточка по сухожилку нижче надколінника. Під час удару виникає швидке розтягнення нервово-м'язових волокон, що містяться у сухожилку, інформація про це прямує до спинного мозку й повертається до чотириголового м'яза стегна, який різко скорочується, розгинаючи при цьому ногу в коліні.
Під час перевірки колінного рефлексу оцінюють його силу та симетричність.